# یواس‌اس کراون (تی‌تی-۷۰)
یواس‌اس کراون (تی‌تی-۷۰) (به انگلیسی: USS Craven (DD-70)) یک کشتی بود که طول آن ۳۰۸ فوت (۹۴ متر) waterline, 315 ft 6 in (96.2 m) overall بود. این کشتی در سال ۱۹۱۸ ساخته شد.